# Valvola Coale
La valvola Coale è un dispositivo automatico il cui scopo è quello di impedire che una caldaia a vapore possa raggiungere una pressione pericolosa per la sua integrità.

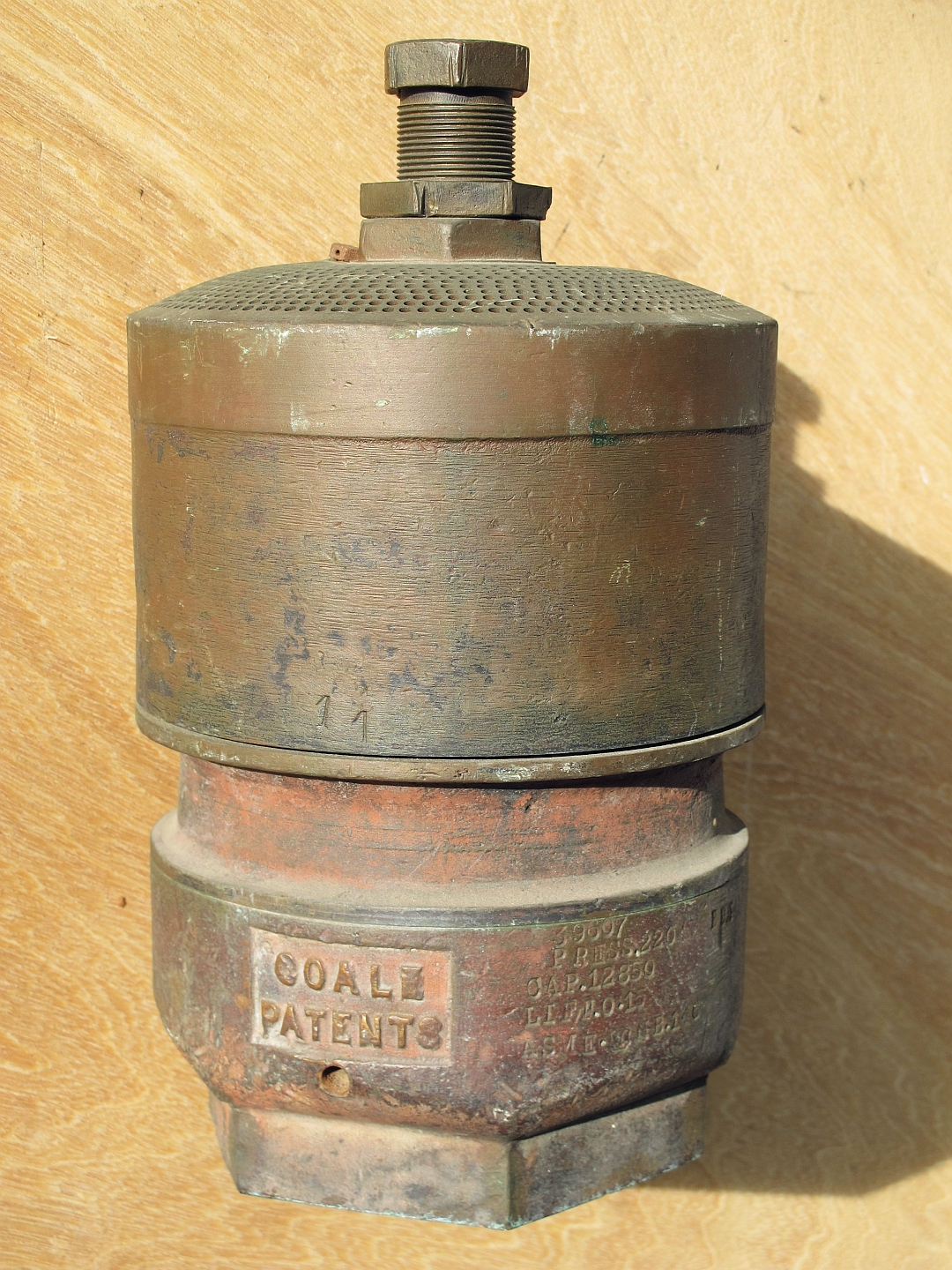
Valvola Coale di una locomotiva francese 141

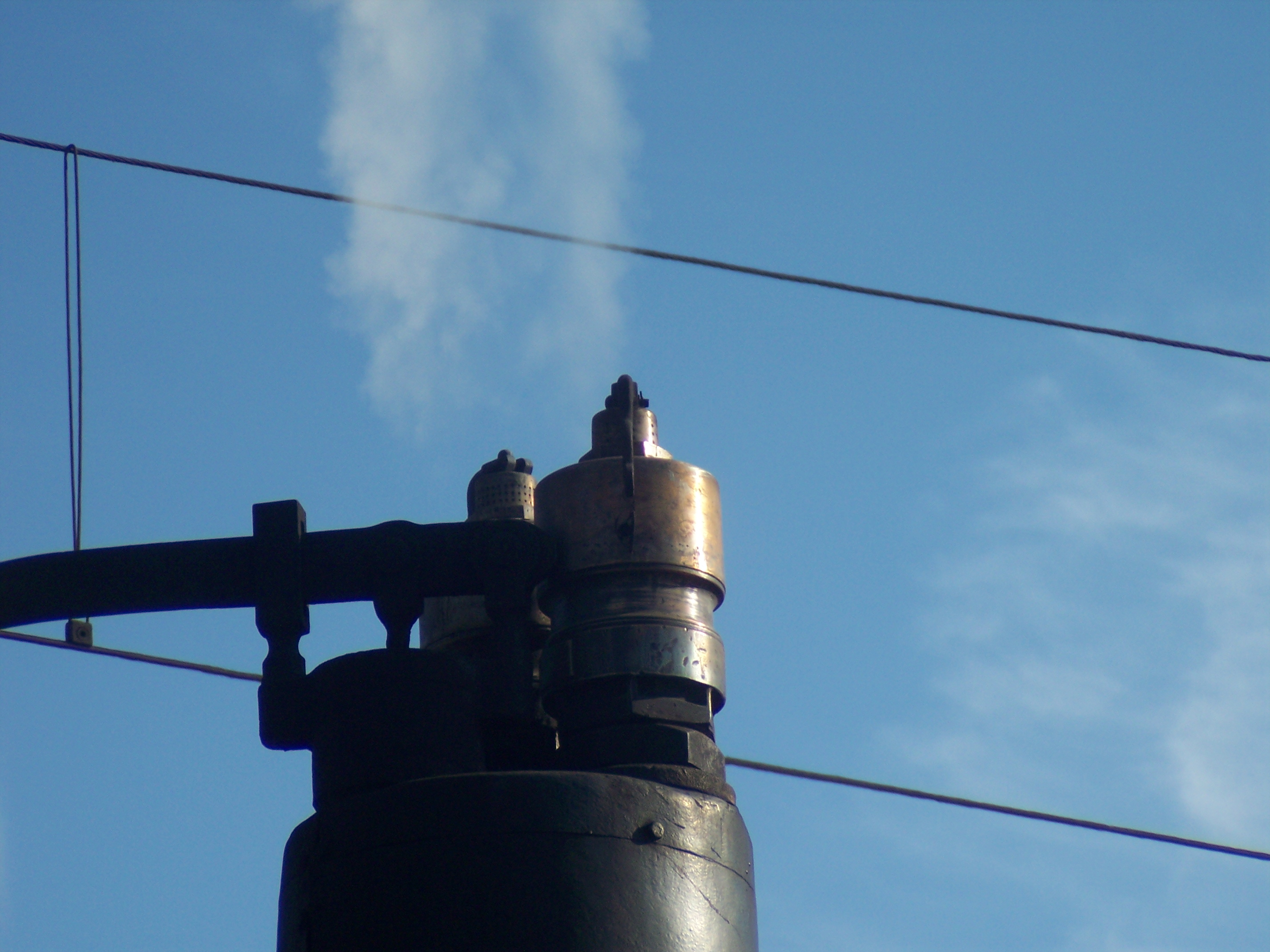
Coppia di valvole Coale in funzione, abbinate alla valvola di sicurezza a bilancia

È nota soprattutto per la sua applicazione su caldaie da locomotiva. Costituisce un perfezionamento delle classiche valvole a molla, le prime storicamente ad esser state impiegate su larga scala. Ha affiancato o sostituito nel tempo le valvole di sicurezza a bilancia per locomotiva a vapore.

## Meccanismo di funzionamento
Il dispositivo si basa essenzialmente su di una valvola a doppia sede caricata direttamente, nella sua parte interna, da una molla agente per compressione. La molla viene compressa mediante un collare filettato sotto la cui testa viene applicata una cannetta distanziale allo scopo di impedire una indebita staratura della valvola. L'applicazione di un piombo garantisce l'assenza di pericolose manomissioni. Tutto il blocco valvola è racchiuso all'interno di un contenitore cilindrico il cui coperchio superiore è pieno di forellini di scarico che ha lo scopo di attutire il forte rumore del vapore che fuoriesce a pressione in caso di intervento del dispositivo.

## Manutenzione
Le valvole di sicurezza devono essere periodicamente controllate per accertarsi che siano funzionanti come da specifiche.
Ciascuna valvola quindi viene posta su un banco di taratura tramite il quale si applica una pressione crescente e si esegue la taratura al valore di specifica regolando la compressione della molla.